# Heinrich Karl Brugsch

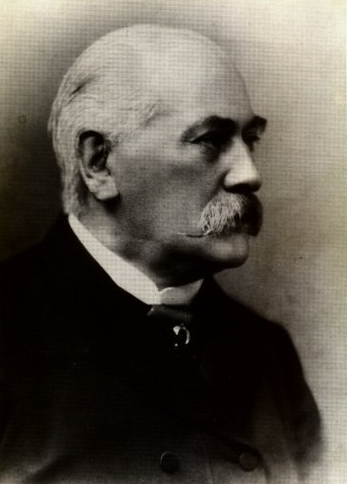
Heinrich Karl Brugsch

Heinrich Karl Brugsch (Berlijn, 18 februari 1827 – Charlottenburg, 9 september 1894) was een Duitse egyptoloog. Hij heeft samengewerkt met Auguste Mariette bij opgravingen in Memphis. Hij werd directeur van de School van Egyptologie te Caïro, produceerde vele literaire werken en deed onderzoek in het ontcijferen van het Demotisch schrift.

## Biografie
Heinrich Karl Brugsch werd geboren in Berlijn in 1827. Hij was de zoon van een Pruisische cavalerieofficier en werd geboren in een kazerne. Op jonge leeftijd had hij een grote interesse in het bestuderen van het oude Egypte. Toen hij 16 was, wendde hij zich tot het ontcijferen van het demotisch schrift. Deze antieke schriftsoort was niet meer bestudeerd sinds de dood van Champollion in 1832. Het eerste werk van Brugsch, Scriptura Ægyptiorum Demotica (Berlijn 1848), verscheen toen hij nog een student was aan het gymnasium, en beschreef de resultaten van zijn studie. Het werd opgevolgd door zijn Numerorum Demoticorum Doctrina (1849) en Sammlung demotischer Urkunden (1850).
Zijn werk uit 1848 bracht hem in contact met Alexander von Humboldt en de Pruisische koning Frederik Willem IV. De steun van de koning zorgde ervoor dat hij zijn universitaire studie kon afronden en buitenlandse musea kon bezoeken (Parijs, Londen, Turijn en Leiden). In 1853 werd hij door de Pruisische overheid uitgezonden naar Egypte. Hij onderhield een hechte vriendschap met Auguste Mariette die hij assisteerde in Memphis. 
Na zijn missie in Egypte ging hij in 1854 weer terug naar Berlijn waar hij werd aangenomen als privaatdocent op de universiteit. In 1855 werd hij assistent van het Egyptisch museum te Berlijn. Hij ging opnieuw naar Egypte in 1857.
In 1860 werd Brugsch naar Perzië gestuurd, op een missie onder leiding van Heinrich Menu von Minutoli. Hij reisde door Perzië en na de dood van Minutoli werd hij ontheven van zijn functie als ambassadeur. In 1863 richtte hij het Zeitschrift für Aegyptische Sprache op. In 1864 werd hij consul te Caïro, in 1868 professor van de Universiteit van Göttingen en in 1870 directeur van School van Egyptologie, opgericht in Caïro door de khedive. Datzelfde jaar voegde zijn jongere broer Émile Brugsch zich bij hem in Egypte. In 1873 werd hij verheven tot Bey en in 1881 tot Pasha. Daarna woonde hij voornamelijk in Duitsland tot aan zijn dood in 1894. Hij nam deel aan twee missies naar Perzië in 1883 en in 1885. In 1876 organiseerde hij een tentoonstelling over het Oude Egypte op de Centennial Exposition in Philadelphia.
Brugsch bracht enkele Bijbelse manuscripten van de Sinaï naar Berlijn (Minuscule 257, Minuscule 653 en Minuscule 654). De Papyrus Brugsch of de Grote Berlijnse Papyrus in het Berlijns Museum (Pap. Berl. 3038) is vernoemd naar Heinrich Karl Brugsch. De papyrus bevat medische teksten en werd voor het eerst bestudeerd door Brugsch.

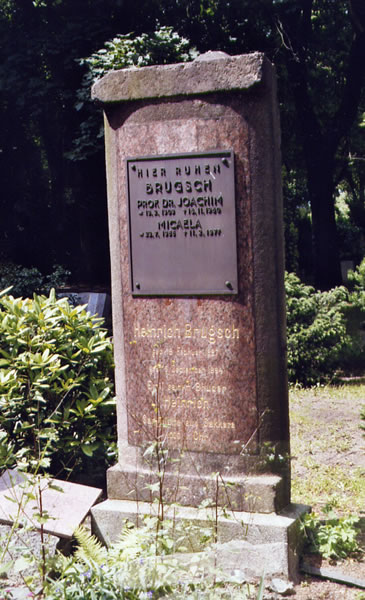
De grafsteen van Heinrich Karl Brugsch

Brugsch publiceerde zijn autobiografie in 1894. De belangrijkste bijdragen van Brugsch voor de egyptologie zijn het ontcijferen van het demotisch schrift en het maken van een hiëroglyfisch-demotisch woordenboek (1867-1882).
Hij werd begraven in Berlijn-Charlottenburg. 

## Werken
Zijn belangrijkste werken, behalve die al eerder zijn gemeld:
- Reiseberichte aus Ägypten (1855)
- Grammaire démotique (Paris, 1855)
- Monuments de l'Egypte (1857)
- Geographische Inschriften (Leipzig, 1857–60)[1]
- Histoire d'Egypte (Leipzig, 1859)[1]
- Recueil des monuments égyptiens (Leipzig, 1862–63)[1]
- Reise der königlich Preussischer Gesandtschaft nach Persien (1862–63)
- Hieroglyphisch-demotisches Wörterbuch (Leipzig, 1867–82)[1]
- Hieroglyphische Grammatik (Hieroglyphic Grammar) (Leipzig, 1872)[1]
- L'Exode et les monuments égyptiens (Leipzig, 1875)
- Dictionnaire géographique de l' ancienne Egypte (Leipzig, 1877–81)
- Geschichte Aegyptens (Leipzig, 1877[1]
- Dictionnaire géographique de l'ancienne Egypte (Leipzig, 1877–81)[1]
- Thesaurus Inscriptionum Ægyptiacarum (Leipzig, 1883–91)[1]
- Religion und Mythologie der Aegypter (Leipzig, 1887)[1]
- Die Ägyptologie (1890)
- Aus dem Morgenlande, Altes und Neues (1893)
- Mein Leben und Wandern (1894)

- Biblioteca Nacional de España: XX1628184
- Bibliothèque nationale de France: cb13538401f (data)
- Gemeinsame Normdatei: 118674676
- International Standard Name Identifier: 0000 0001 2095 6788
- Library of Congress Control Number: n50082825
- Nationale Bibliotheek van Letland: 000008676
- Nationale Bibliotheek van Tsjechië: jo2003186406
- Nationale Bibliotheek van Israël: 987007259007705171
- Nationale Bibliotheek van Polen: a0000001882808
- Nederlandse Thesaurus van Auteursnamen: 074092723
- LIBRIS: 207614
- SNAC: w683477w
- Système universitaire de documentation: 050688316
- Trove: 797040
- Virtual International Authority File: 17384630
- WorldCat: E39PBJjdcqqvPDC7cmJd8MXGHC